# Bang Min-ah
Bang Minah (hangul: 방민아; nascida em 13 de maio de 1993), conhecida simplesmente como Minah (em coreano: 민아), é uma cantora e atriz sul-coreana. Ela é integrante do girl group Girl's Day desde 2010 e estreou como cantora solo em 2015. Minah atuou em vários filmes e programas de televisão, incluindo Vampire Idol (2011) e Holly (2013).

## Biografia

### Primeiros anos
Bang Minah nasceu em 13 de maio de 1993, em Seul, Coreia do Sul. Ela frequentou a Jinsun Girls' High School e atualmente cursa Broadcasting na Dongduk Women's University.

### Girl's Day
Em 9 de julho de 2010, Minah fez sua estreia como integrante do girl group Girl's Day no Music Bank com seu primeiro single "Tilt My Head" (hangul: 갸우뚱; rr: Gyauttung).

### Carreira solo
Em 2010, Minah foi escalada para Performer, que gira em torno de dança hip hop, que tinha o objetivo de ser o primeiro filme de dança em 3D da Coreia, uma versão de Step Up no país. Mas Minah acabaria por fazer sua estreia em Roller Coaster no canal a cabo tvN, na seção "Frustrated, but Let's Stick Together".
Em 2013, Minah desempenhou o papel principal no filme Holly. Ela também atuou como apresentadora do The Music Trend (anteriormente conhecido como Inkigayo) de agosto de 2013 a janeiro de 2014.
Em 2015, Minah esteve no elenco da quinta temporada de "Law Of The Jungle" (um reality show-documentário da Coréia exibido pela SBS).

### Estreia solo
Em 3 de março de 2015, a DreamT anunciou que Minah faria sua estreia solo em meados de março. No dia 9, foi anunciado que Minah faria sua estreia solo em 16 de março com uma faixa de dance. A DreamT Entertainment então anunciou em 11 de março que o mini-álbum é chamado I Am A Woman Too. Um dia depois, foi anunciado que Minah faria sua primeira exibição em 16 de março no Art Center, em Myeongdong, Seul. Como estudante colegial, Minah tornou-se uma sensação online após cantar "Irreplaceable" de Beyonce nas ruas de Myeongdong, e mais tarde fez lá sua estreia solo do EP I Am a Woman Too, em 16 de março de 2015. Em 4 de abril, a DreamT Entertainment revelou que as promoções de Minah para I Am A Woman Too terminariam em 12 de abril. Minah voou para o Japão para participar de encontros de fãs de 13 a 16 de abril, reunindo cerca de 2.000 fãs, ao visitar diversas cidades, incluindo Osaka, Nagoia, Tóquio e Shibuya.

## Discografia

### EPs Solo
| Título                                                                                       | Detalhes do álbum | Melhores posições nas paradas | Melhores posições nas paradas | Vendas         |
| Título                                                                                       | Detalhes do álbum | KOR Semanal                   | KOR Mensal                    | Vendas         |
| -------------------------------------------------------------------------------------------- | --- | ----------------------------- | ----------------------------- | -------------- |
| I Am A Woman Too                                                                             | - Lançamento: 16 de março de 2015 - Gravadora: DreamTea Entertainment, LOEN Entertainment - Formatos: CD, download digital | 2                             | 11                            | - KOR: 16.452+ |
| "—" indica lançamentos que não figuraram nas paradas ou que não foram lançados nessa região. | |                               |                               |                |

### Singles Solo
| Ano  | Título             | Melhores posições nas paradas | Melhores posições nas paradas | Vendas               | Álbum            |
| Ano  | Título             | KOR                           | KOR Mensal                    | Vendas               | Álbum            |
| ---- | ------------------ | ----------------------------- | ----------------------------- | -------------------- | ---------------- |
| 2015 | "I Am A Woman Too" | 15                            | 35                            | - KOR (DL): 352,540+ | I Am A Woman Too |

### Outras canções
| Título                                                                                       | Ano  | Melhores posições nas paradas | Melhores posições nas paradas | Álbum            |
| Título                                                                                       | Ano  | KOR                           | Hot100 K-Pop                  | Álbum            |
| -------------------------------------------------------------------------------------------- | ---- | ----------------------------- | ----------------------------- | ---------------- |
| "This Is Strange (ft. Kanto Of Troy)"                                                        | 2015 | 89                            | —                             | I Am A Woman Too |
| "—" indica lançamentos que não figuraram nas paradas ou que não foram lançados nessa região. |      |                               |                               |                  |

### Como artista solo
| Ano  | Canção                     | Álbum                 | Duração | Notas             |
| ---- | -------------------------- | --------------------- | ------- | ----------------- |
| 2010 | "Cracked the Moon"         | Argo OST              | 3:40    | Solo              |
| 2010 | "Only Once"                | Jungle Fish 2 OST     | 4:20    | Solo              |
| 2011 | "Rapper's Breakup Part. 2" | The Rage Theater      | 3:34    | Dueto com Defconn |
| 2013 | "Stop Resisting"           | Hyde                  | 3:46    | Com VIXX          |
| 2014 | "Holding Hands"            | Lee Hyun-do Project   | 3:59    | Dueto com DinDin  |
| 2014 | "You, I"                   | Doctor Stranger OST   | 2:50    | Solo              |
| 2014 | "I Will Be on Your Side"   | Best Future OST       | 1:33    | Solo              |
| 2014 | "Whatever"                 | Miss Me or Diss Me    | 3:31    | Dueto com MC Mong |
| 2014 | "Skyfall"                  | Skyfall               | 4:02    | Dueto com Damiano |
| 2014 | "들려줘요"                 | Dad for Rent OST      | 3:41    | Solo              |
| 2014 | "한 사람"                  | The King's Face OST   | 4:04    | Solo              |
| 2015 | "I Am Korea"               | I Am Korea Theme Song | 3:40    | Vários Artistas   |
| 2015 | "One Dream One Song"       | 'One K' Campaign Song | -       | Vários Artistas   |

## Filmografia

### Cinema
| Ano  | Título       | Papel  |
| ---- | ------------ | ------ |
| 2011 | Performer    |        |
| 2013 | Holly        | Wani   |
| 2014 | Dad for Rent | Min-ah |

### Dramas de televisão
| Ano  | Título                                                | Papel                                              | Rede de TV  |
| ---- | ----------------------------------------------------- | -------------------------------------------------- | ----------- |
| 2011 | Roller Coaster                                        | Irmã mais nova (participação especial)             | tvN         |
| 2011 | I Trusted Him                                         | (participação especial)                            | MBC Every 1 |
| 2011 | Baby Faced Beauty                                     | Hyemi (participação especial, episódios 1 & 6)     | KBS2        |
| 2011 | Vampire Idol                                          | Minah                                              | MBN         |
| 2012 | Family                                                | Dream Girl #1 (participação especial, episódio 11) | KBS2        |
| 2013 | Master's Sun                                          | Kim Ga-young (convidada, episódio 2)               | SBS         |
| 2013 | The Clinic for Married Couples: Love and War Season 2 | Ela mesma (participação especial)                  | KBS2        |
| 2013 | The Miracle                                           | Cha Eun-sang                                       | SBS         |
| 2014 | The Best Future                                       | Mirae                                              | Web Drama   |
| 2015 | Sweet, Savage Family                                  | Baek Hyun-ji                                       | MBC         |
| 2016 | Beautiful Gong Shim                                   | Gong Shim                                          | SBS         |
| 2019 | My Absolute Boyfriend                                 | Eom Dada                                           | SBS         |

### Programas de variedades
| Ano       | Título                     | Papel                                         | Episódio               |
| --------- | -------------------------- | --------------------------------------------- | ---------------------- |
| 2010      | Wonder Woman               | Ela mesma                                     | -                      |
| 2010      | Minah Cham Story           | Ela mesma                                     | -                      |
| 2010      | We Are Dating              | Ela mesma                                     | -                      |
| 2013-2014 | The Music Trend            | MC                                            | -                      |
| 2013      | Running Man                | Convidada                                     | 162                    |
| 2013      | Happy Together             | Convidada                                     | 325                    |
| 2014      | Running Man                | Convidada                                     | 198                    |
| 2014      | Hello Counselor            | Convidada                                     | 182                    |
| 2014      | Saturday Night Live Korea  | Convidada                                     | -                      |
| 2014      | God of Food Table          | MC                                            | -                      |
| 2015      | Let's Go! Dream Team       | Convidada                                     | -                      |
| 2015      | Hello Counselor            | Convidada                                     | -                      |
| 2015      | Eco Village                | Elenco principal                              | -                      |
| 2015      | Star King                  | Convidada                                     | -                      |
| 2015      | Scape Crisis No.1          | Convidada com Sojin e Yura                    | -                      |
| 2015      | 1N&2D                      | Convidada                                     | 3ª Temporada Ep. 76-78 |
| 2015      | People Looking For A Smile | Convidada                                     | 500                    |
| 2015      | Law of the Jungle          | Elenco principal                              | -                      |
| 2015      | King of Mask Singer        | Competidora (com o nome "Countess Victorian") | Ep 35-36               |

### Vídeos musicais
| Ano  | Título da canção   | Duração |
| ---- | ------------------ | ------- |
| 2015 | "I Am A Woman Too" | 3:24    |
| 2017 | "11°"              | 3:39    |

### Participações em vídeos musicais
| Ano  | Título da canção         | Artista               |
| ---- | ------------------------ | --------------------- |
| 2010 | "Afraid of You (Paleni)" | Hit-5                 |
| 2014 | "들려줘요"               | Dad For Rent          |
| 2014 | "I Will Be on Your Side" | Best Future           |
| 2015 | "I Am Korea"             | I Am Korea Theme Song |

## Prêmios e indicações
| Ano  | Prêmio                                      | Categoria                                     | Obra indicada | Resultado |
| ---- | ------------------------------------------- | --------------------------------------------- | ------------- | --------- |
| 2013 | 13º Gwangju International Film Festival     | Melhor Nova Atriz                             | Holly         | Venceu    |
| 2014 | 16º Seoul International Youth Film Festival | Melhor Trilha Sonora por uma Artista Feminina | You, I        | Indicado  |

### Show Champion
| Ano  | Data        | Canção             |
| ---- | ----------- | ------------------ |
| 2015 | 25 de março | "I Am A Woman Too" |